# Пёрделл, Джон
Джон Пёрделл (8 июля 1959 — 10 июля 2003) — американский музыкант и продюсер, известен своим участием в записи альбомов Оззи Осборна «No More Tears» и «Awake» Dream Theater.

## Биография
Родился в Сан-Диего и вырос в Лос-Анджелесе. Оба родителя — отец Джон Пёрделл (старший) (Великобритания) и мать Aррия Пёрделл (США) были капитанами в Армии Спасения. Джон окончил среднюю школу Вердаго Хиллз в районе Тахунга (Лос-Анджелес, Калифорния) в 1977 год. Там же началась его профессиональная карьера.
Помимо продюсирования ряда известных альбомов таких исполнителей, как Оззи Осборн, Abandon Shame, Poison, L.A. Guns, Dream Theater, KIX, Элис Купер, Cinderella, Demolition Pit, он также гастролировал с Quiet Riot, Lou Gramm Band и Foreigner как клавишник. Пёрделл продюсировал наиболее продаваемый альбом Оззи Осборна «No More Tears», где он является соавтором заглавной песни. Так же он написал тексты для трех песен на альбоме Осборна «Ozzmosis».
Умер от рака 10 июля 2003 года.

## Дискография
- 1998 — Hindsight

## Участие в записи
неполный список
- 1986 — Quiet Riot — QR III — сопродюсер, клавишные
- 1991 — Оззи Осборн — No More Tears — сопродюсер, соавтор заглавной песни
- 1992 — Foreigner — The Very Best… and Beyond — сопродюсер, клавишные, бэк-вокал
- 1993 — Heart — Desire Walks On — сопродюсер, клавишные, бэк-вокал
- 1994 — Элис Купер — The Last Temptation — клавишные на 3 песнях
- 1994 — Cinderella — Still Climbing (1994) — сопродюсер
- 1994 — Dream Theater — Awake — сопродюсер, бэк-вокал на «The Silent Man»
- 1995 — Оззи Осборн — Ozzmosis — соавтор «Perry Mason», «Old L.A. Tonight», «Tomorrow»